# Castanopsis indica
Castanopsis indica är en bokväxtart som först beskrevs av William Roxburgh och John Lindley, och fick sitt nu gällande namn av A.Dc. Castanopsis indica ingår i släktet Castanopsis och familjen bokväxter. Inga underarter finns listade.

## Bildgalleri

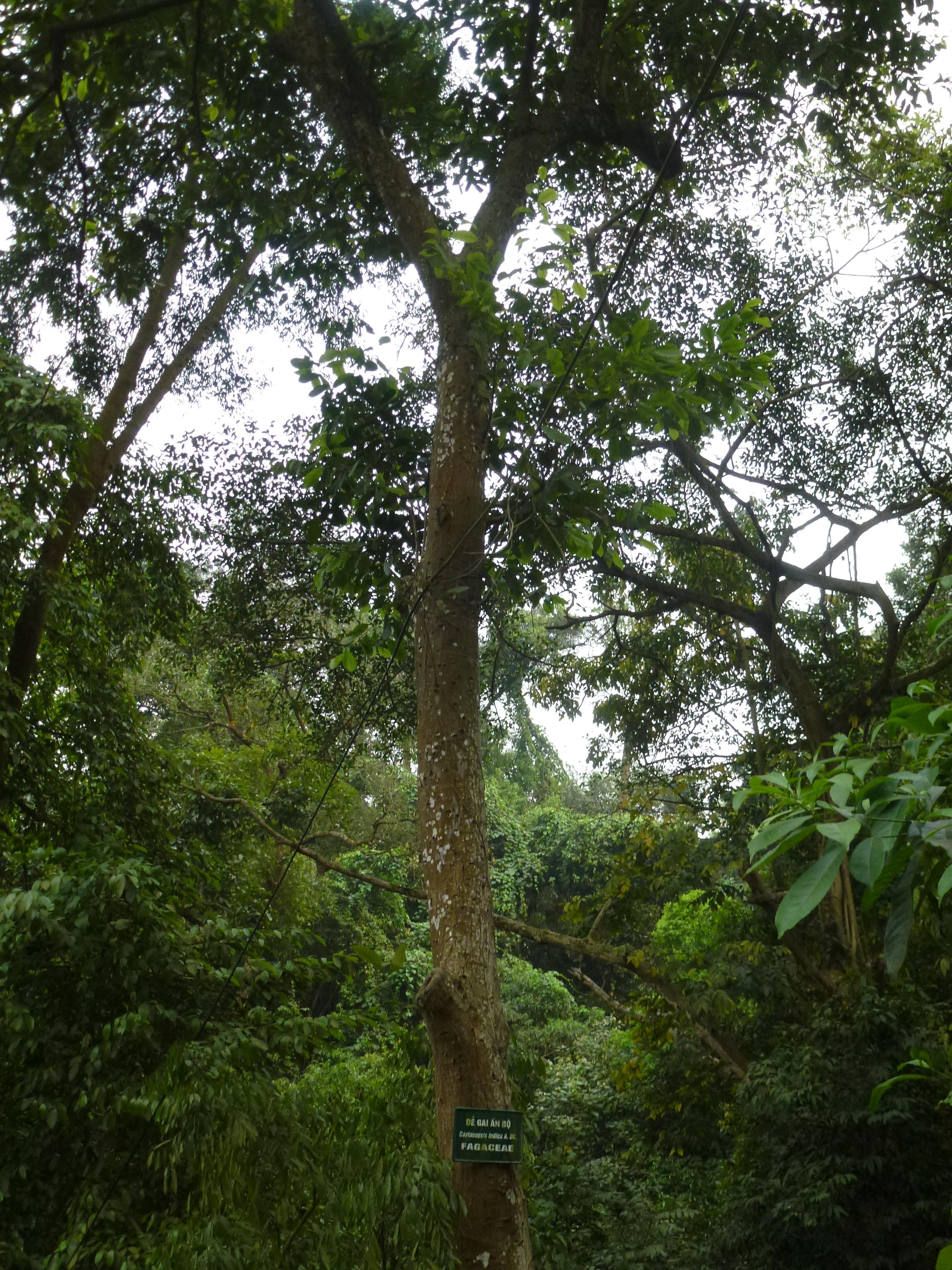